# باب‌اسفنجی شلوارمکعبی (فصل ۷)
فصل هفتم مجموعه تلویزیونی انیمیشن آمریکایی باب اسفنجی شلوار مکعبی، ساخته شده توسط زیست‌شناس دریایی و انیماتور استفان هیلنبرگ، در ابتدا از ۱۹ ژوئیه ۲۰۰۹ تا ۱۱ ژوئن ۲۰۱۱ در نیکلدئون در ایالات متحده آمریکا پخش شد. این فصل شامل ۲۶ قسمت نیم ساعته، با یک مینی سریال با عنوان افسانه بیکینی‌باتم بود. این سریال ماجراجویی‌های باب اسفنجی (شخصیت اصلی) و دوستانش را در شهر خیالی زیر آب بیکینی‌باتم روایت می‌کند.
این فصل توسط خالق سریال (هیلنبرگ) و نویسنده پل تیبیت تهیه شد که به عنوان مجری برنامه نیز ایفای نقش کرد. در سال ۲۰۱۱، افسانه‌های بیکینی باتم، مجموعه‌ای گلچینی متشکل از قسمت‌هایی از فصل، عرضه شد. تعدادی از ستاره‌های میهمان در قسمت‌های فصل ظاهر شدند. چندین دی‌وی‌دی که شامل قسمت‌هایی از فصل بود منتشر شد. دی‌وی‌دی باب اسفنجی شلوار مکعبی در منطقه ۱ در ۶ دسامبر ۲۰۱۱، منطقه ۲ در ۱۷ سپتامبر ۲۰۱۲ و منطقه ۴ در ۱۲ سپتامبر ۲۰۱۲ منتشر شد.
این سریال در سال ۲۰۱۰ برنده جوایز انتخاب کودکان در بخش کارتون مورد علاقه شد. اپیزود «حس فرورفتن» در شصت و سومین دوره جوایز پرایم تایم امی برای برنامه انیمیشن کوتاه برجسته نامزد شد. علاوه بر این، در سی و هشتمین دوره جوایز آنی، این نمایش برنده جایزه بهترین انیمیشن تلویزیونی برای کودکان شد.